# Бурцев, Фёдор Михайлович

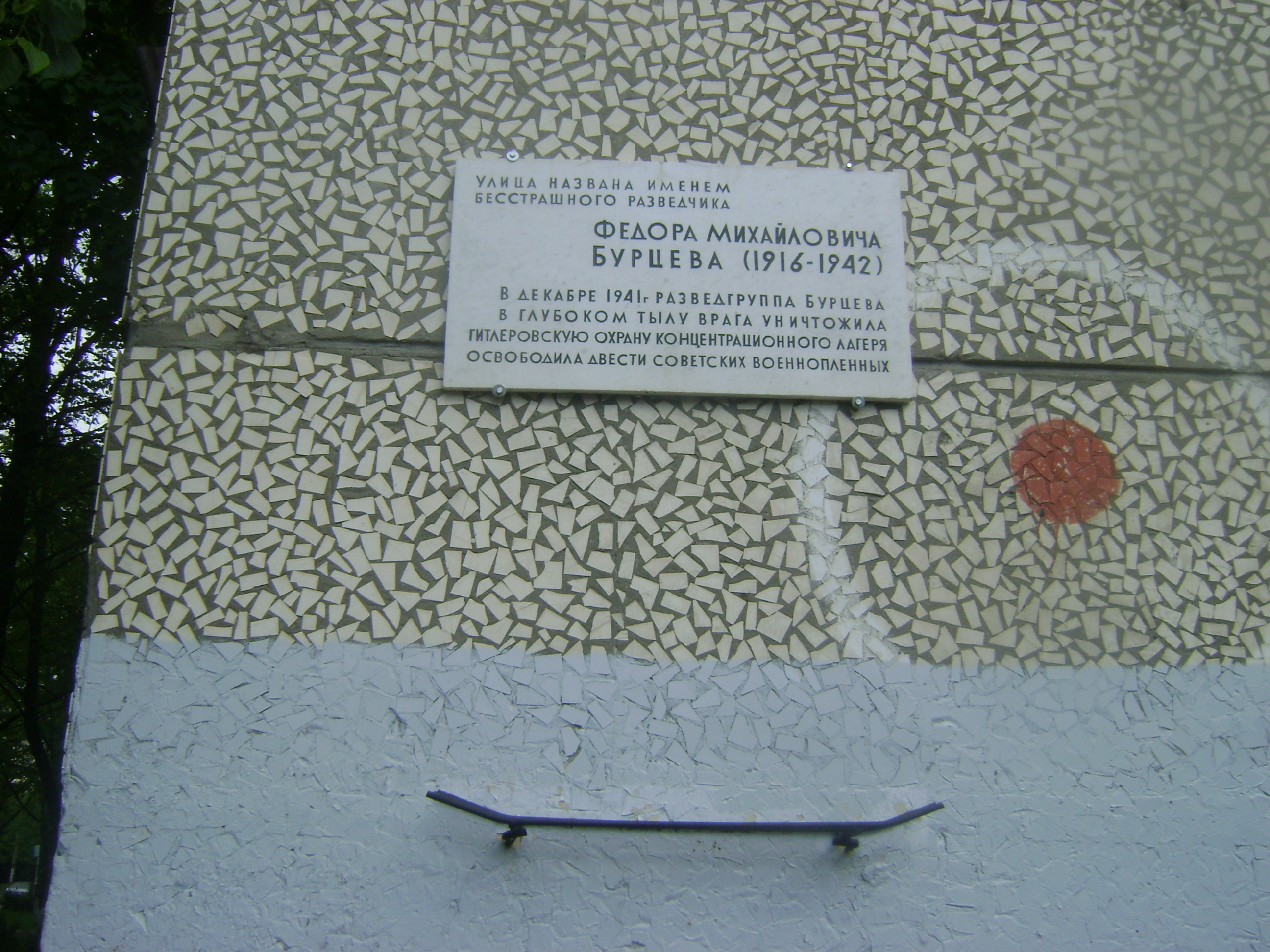
Мемориальная доска в Санкт-Петербурге (здание школы №240, дом № 9; раннее была на доме № 4).

Фёдор Миха́йлович Бу́рцев (1916 — 21 мая 1942) — советский разведчик, пограничник, политрук (октябрь 1941 года), участник Великой Отечественной войны.

## Биография
Фёдор Михайлович Бурцев родился в 1916 году в селе Нижние Серогозы Мелитопольский уезд Таврической губернии, Российская империя.  В 1938 году Федю Бурцева посылают на курсы ВЛКСМ в город Мариуполь УССР. Возвратившись, он работает заведующим отделом пропаганды и агитации Нижнесерогозского райкома партии.
В 1940 году Фёдор был призван в ряды ВС Союза ССР, Нижне-Серогозский РВК, Украинская ССР, Запорожская область, Нижне-Серогозский район. Служил в пограничных войсках, в 1940 году участвовал в Финской войне.
Учился и окончил Ново-Петергофское военно-политическое училище имени К. Е. Ворошилова.
9 августа 1941 года курсант Ф. М. Бурцев в составе 1-го батальона курсантов училища НКВД направлен для выполнения задания штаба Северного фронта по ликвидации угрозы прорыва войск фашистов к Ленинграду по Нарвско-Кингисепскому и Ораниембаумскому шоссе. В ночь на 16 августа 1-й курсантский батальон выгрузился в деревне Русские Анташи.
Приказом командования Северного фронта, от 17 августа 1941 года, батальону военно-политического училища предписывалось поступить в распоряжение начальника штаба 42-й армии генерал-майора Н. И. Беляева и выставить заслон в тылу рубежей, занимаемых 1-й (западнее Красного Села) и 2-й (западнее Красногвардейска) гвардейскими дивизиями народного ополчения.
1-й батальон, усиленный зенитной батареей, развернулся на линии Анташи — Ожогино — Волгово, прикрывая Таллинское шоссе. 18 августа на позиции курсантов вдоль Таллинского шоссе повели наступление два мотопехотных батальона SS и разведывательный танковый батальон. Атака была отбита.
Во время Великой Отечественной войны занимал должность политрука разведроты разведотряда штаба Восьмой армии.
В декабре 1941 года группа разведчиков под руководством Бурцева, уничтожив охрану, освободила из немецкого лагеря около двухсот советских военнопленных.
17 мая 1942 года во время столкновения с группой немецких солдат ранен и умер от ран в госпитале, 21 мая 1942 года. Похоронен Федор Михайлович Бурцев недалеко от станции Назия, Путиловский сельский совет (Первичное место захоронения Ленинградская область, Мгинский район, Путиловский с/с, ручей, восточнее, 1 км, школа автоэнерго кадров).
Сведения о государственных отличиях и наградах отсутствуют.

## Семья
- Жена А. Н. Бурцева[8].

## Память
- В январе 1969 года имя Ф. М. Бурцева присвоено одной из улиц Кировского района Ленинграда[6].
- В 1969 году, в Кировском районе города-героя, был назван пешеходный мост, через реку Новую, в честь Федора Михайловича Бурцева, построенный в 1970-е годы[9][10][3].